# Postfaktisk politik

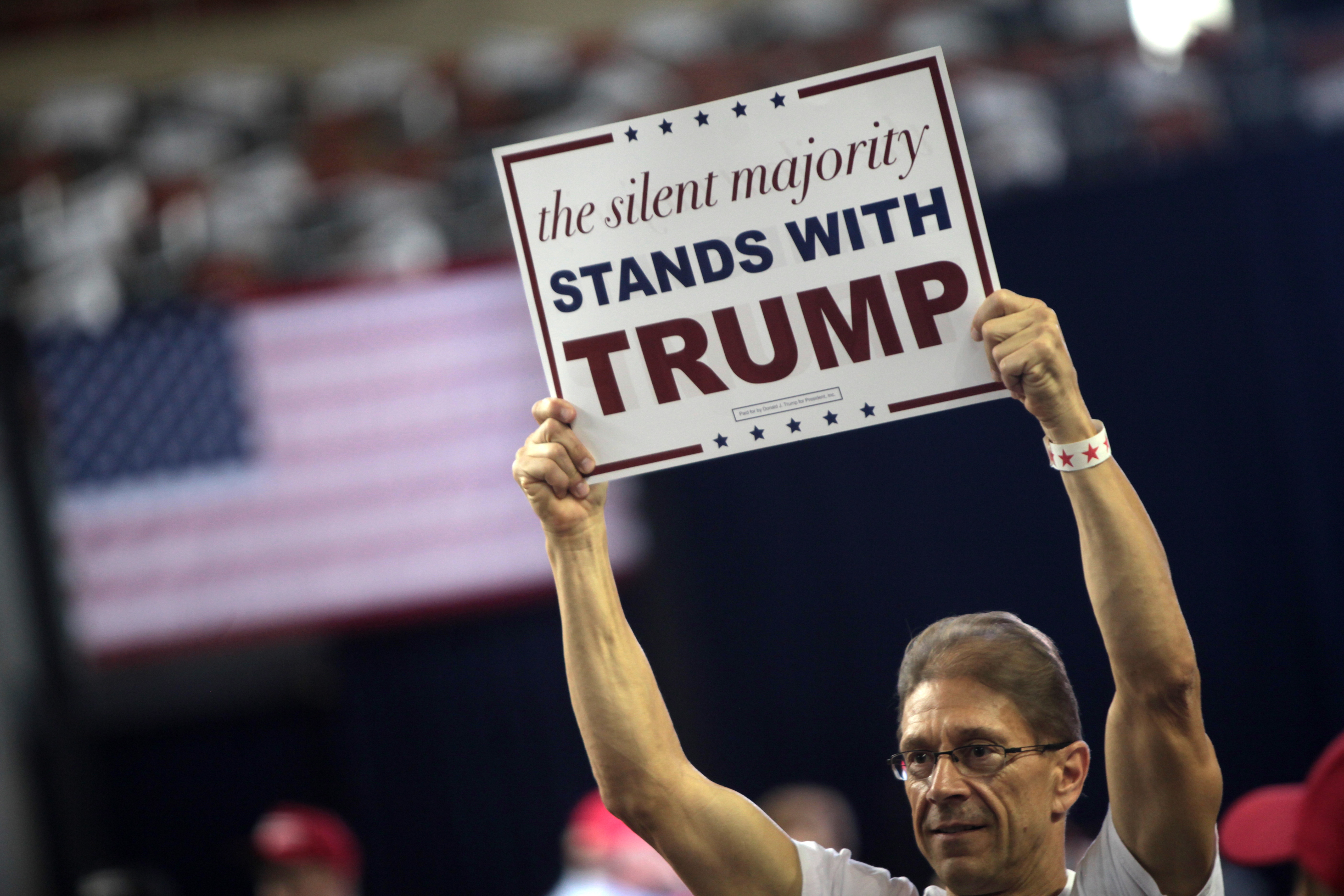
Begreppet post-truth blev allmänt känt i samband med presidentvalet i USA 2016.

Postfaktisk politik (eng. post-truth politics) eller det postfaktiska samhället är ett tillstånd där den offentliga debatten är i hög grad bortkopplad från vad som är objektiva fakta och de argument som framförs istället anpassas för att tilltala människors känslor. Om argumenten bygger på sanning eller osanning tillmäts liten eller ingen betydelse. Postfaktisk debatt präglas av att påståenden fortsätter att framföras trots att de är motbevisade och att stora delar av allmänheten är likgiltig till sanningshalten i argumenteringen.
Termen post-truth politics användes första gången av bloggaren David Roberts 2010 och har framför allt använts för att beskriva debatten inför presidentvalet i USA 2016 och Brexit-omröstningen i Storbritannien. Den ökade användningen av sociala medier har angetts som en förklaring till utvecklingen.
Post-truth blev 2016 årets ord i Oxford Dictionaries som definierar begreppet som "omständigheter under vilka objektiva fakta har mindre påverkan på allmänheten än vädjan till känslor och personlig övertygelse".